# 로어크 캐피털 그룹
로어크 캐피털 그룹(Roark Capital Group)은 330억 달러 이상의 자산을 운용하는 미국의 사모펀드 회사이다. 로어크 캐피털은 주로 프랜차이즈 및 다점포 기업, 레스토랑 및 식품, 건강 및 웰빙, 비즈니스 서비스 부문의 중간시장 기업을 차입매수하는 투자에 집중하고 있다. 회사명은 아인 랜드의 소설 《파운틴헤드》의 주인공 이름인 "하워드 로어크"의 이름을 따서 지어졌다. 이 회사는 회사명이 특정 정치이념을 뜻하는 게 아니라 파운틴헤드의 주인공이 구현한 독립성과 자기확신이라는 상징적인 특성에 회사가 존경을 표하는 의미에서 이름을 붙였다고 말했다.

## 역사
미국 조지아주 애틀랜타에 본사를 둔 로어크 캐피털은 2001년 매니징 파트너인 닐 K. 아론슨이 설립했다.

## 투자 기업
로어크 캐피털이 현재 투자중이거나 투자했던 기업의 목록은 아래와 같다.

### 현재 지분 보유
- 애니타임 피트니스
- 배터리즈 플러스 & 벌럽
- 더 치즈케이크 팩토리[4]
- CKE 레스토랑: (칼스 주니어, 하디스, 그린 브리또 & 레드 브리또)
- 컬버스 (소규모 투자)
- 디비전스 메인터넌스 그룹
- 차량 관련 브랜드: (1-800-Radiator & A/C, 아브라, 카스타, 인터네셔널 카 워싱 그룹/ICWG, 마코, 마이너키, 메를린 200,000마일 숍, 엑스프레스 루브, 테이크 5 오일 체인지, 프로 오일 체인지, 에코노 루브 & 튠)
- 드라이바
- 피트니스 커넥션[5]
- 포커스 브랜즈: (앤티앤스,[6] 캐벌,[7][8] 시나본,[9] 잠바주스,[10] 맥앨리스터즈 델리, 모에즈 사우스웨스트 그릴,[11] 슐라스키델리[12])
- 그레이트 익스프레션즈 덴탈 센터
- 홈 서비스 스토어
- 인스파이어 브랜즈: (아비스, 버펄로 와일드 윙즈, 소닉 드라이브인, 지미 존스, 던킨 도너츠, 미스터도넛, 배스킨라빈스)[13][14]
- 인스텔레션 메이드 이지
- 짐인닉스 BBQ 레스토랑[15]
- 메시지 엔비
- 밀러스 알레 하우스
- 오렌지시오리 피트니스
- 반려동물 소매점 브랜드: (보슬리즈, 펫 슈퍼마켓, 펫벨루) 펫스토어[16]
- 프림로즈 스쿨스
- 셀프에스템 브랜즈: (베이스캠프 피트니스, 더 바 메소드, 왁싱 더 시티)
- 솔테라 리사이클링
- 서비스마스터 브랜즈: (서비스마스터 클린, 서비스마스터 리스토어, 아메리스펙, 퍼니처 메딕, 메리 메이즈)
- 써브웨이[17]
- 매스나이움
- 애프터매치 서비스

### 이전 투자사
- 앳킨즈 뉴트리셔널즈
- 사이버 코어 테크놀러지스
- 패스트사인즈
- GFL 엔비론멘셜
- Il 포르나이오: (코너 베이커리 카페)[18]
- 머니 메일러
- 무브 갤러리
- 너프 너프 그릴
- 피치트리 비즈니스 프로덕츠
- PSC 인포 그룹
- 퀄라워시
- 유나이티드 스테이츠 아르비테즈 파이넌스 II
- USFS
- 웨이스트 프로
- 윙즈스톱